# Henryk Sławik rakpart
A Henryk Sławik rakpart a budai alsó rakpart Rákóczi híd és Petőfi híd közötti 1,2 km hosszú szakasza. Budapesten a XI. kerületben, Lágymányoson található. A Dunával és a Pázmány Péter sétánnyal párhuzamosan észak-déli irányba fut. Északi részénél horgonyoz az A38 Hajó.

## Elnevezése
A korábban kiépült alsó rakpart 2015 szeptembere óta Henryk Sławik lengyel embermentő nevét viseli. Sławik a második világháború idején id. Antall József kormánybiztossal együttműködve közel 30 000 magyarországi lengyel menekült, köztük 5000 zsidó életének a megmentésében vett részt. 1977-ben a Jad Vasem a Világ Igaza címmel tüntette ki.

## Közlekedés
Közösségi közlekedés a Henryk Sławik rakparton – jellegéből adódóan – nincs, ugyanakkor a párhuzamos Pázmány Péter sétány felől számos BKK-járattal közvetlenül megközelíthető.
- Villamos:  1, 4, 6
- Autóbusz:  107, 153, 154, 212, 212A, 212B
- Éjszakai autóbusz:  901, 918

## Látnivalók
- Itt található az Egyetemisták parkja és az ELTE lágymányosi campusza, itt horgonyoz az A38 Hajó.

## Külső hivatkozások
- Henryk Slawikról nevezték el a budai alsó rakpart egy szakaszát budapest.hu